# 婺源槭
婺源槭（学名：Acer wuyuanense），为槭树科槭属下的一个植物种。